# ウィレム・ファン・アールスト
ウィレム・ファン・アールスト（Willem van Aelst, 1627年 - 1683年頃） は、オランダの画家。静物画で知られている。

## 生涯
ウィレム・ファン・アールストはデルフトで生まれた。叔父のエフェルト・ファン・アールストの下で画家として修業する。1643年11月9日、デルフトの聖ルカ組合に親方として登録した。
1645年から1649年の間、 ファン・アールストはフランスに住んでいた。1949年にはフィレンツェに赴き、フェルディナンド2世・デ・メディチの元で宮廷画家となる。同時期に同じくオランダ人画家のマティアス・ウィトゥースやオットー・マルセウス・ファン・スリークも宮廷画家として仕えており、ファン・アールストは彼らに影響を与えたと考えられる。 
1656年にオランダに戻り、アムステルダムに居を構えた。ファン・アールストは当時最も優れた静物画家として有名であった。ファン・アールストの最後の作品は1683年に描かれたものなので、1683年かその少し後に亡くなったと考えられている。ファン・アールストはラッヘル・ライスやマリア・ファン・オーステルウェイク、エルンスト・シュトゥーフェンらを教えた。

## 作品

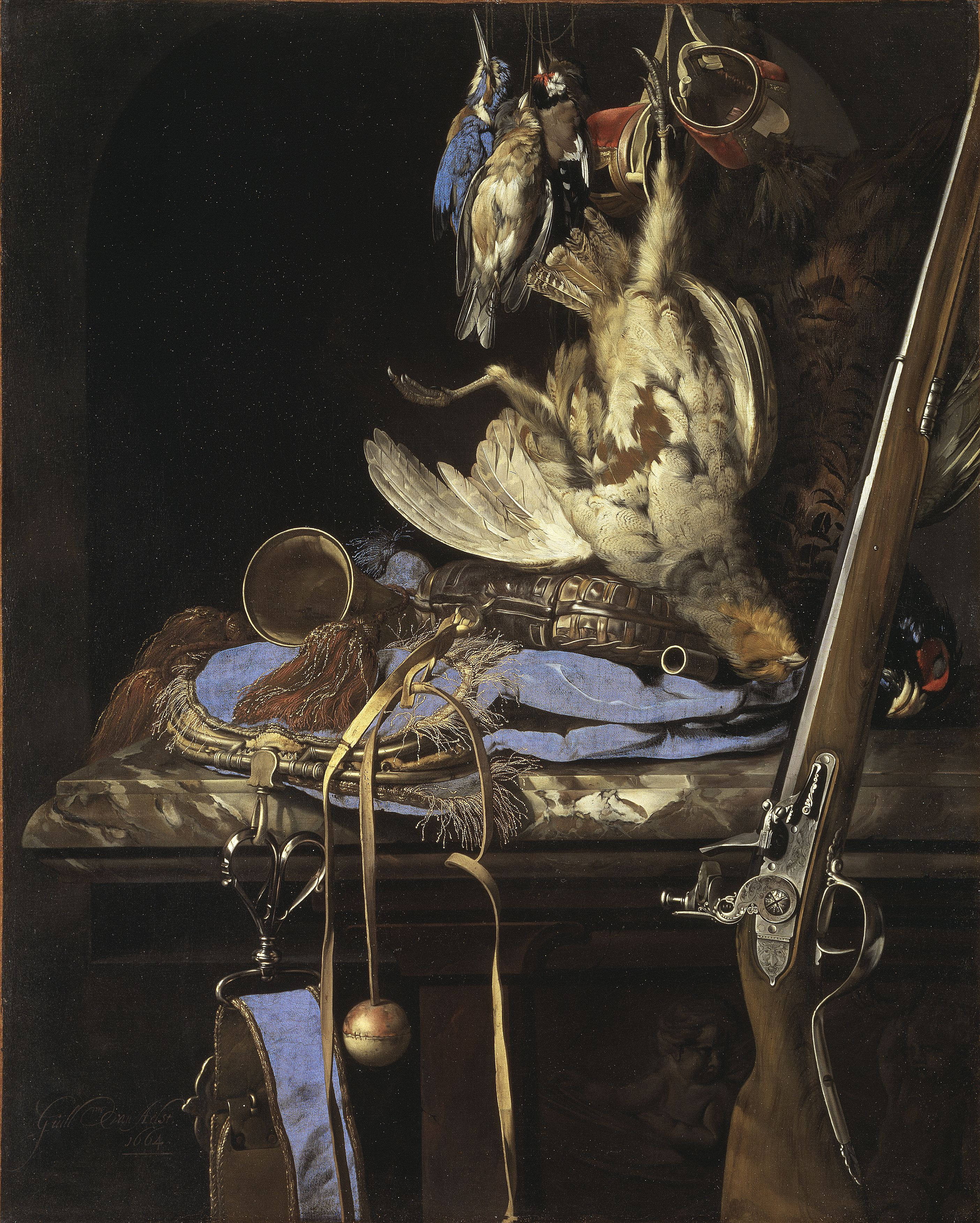
猟の道具と獲物 (1664)
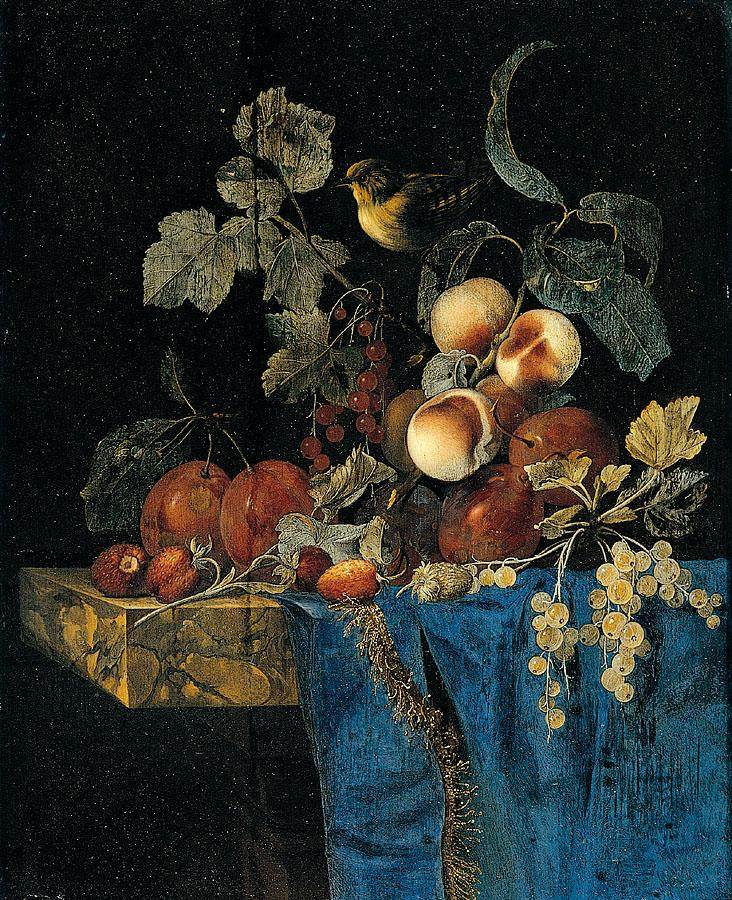
静物画 (c.1645)
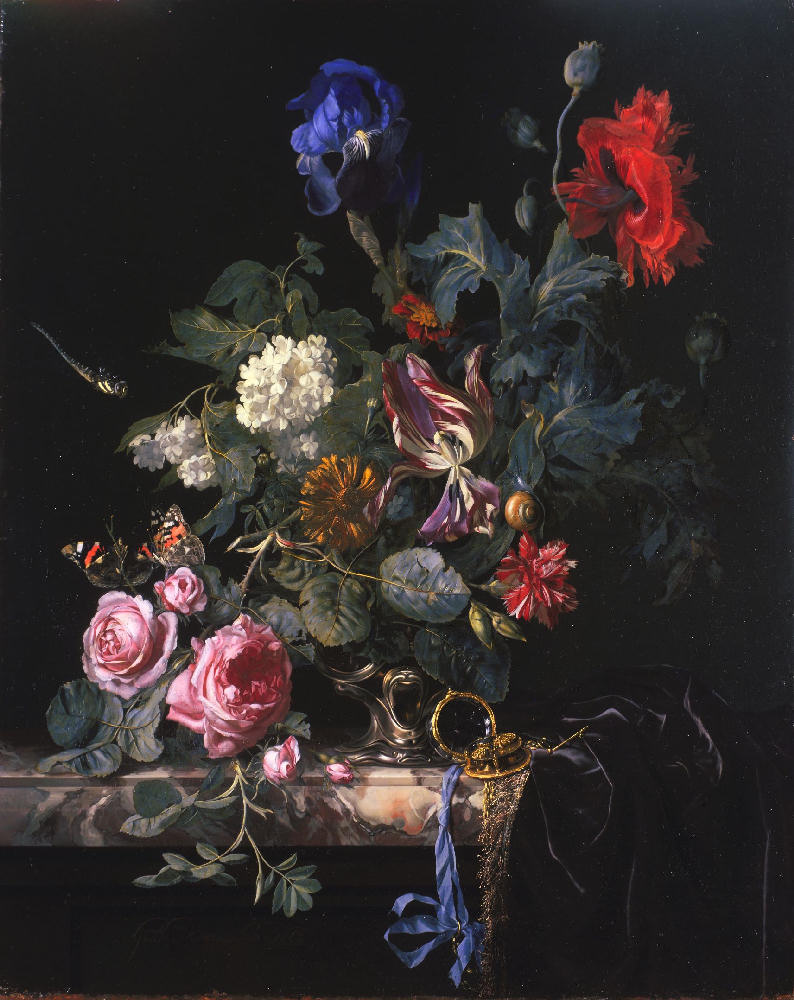
銀の花瓶の花(1663)